# Шаламов Варлам Тихонович
Варлам Тихонович Шаламов (5 (18) червня 1907, Вологда, Вологодська губернія  — 1982, Москва) — російський радянський прозаїк і поет, найбільше відомий як автор циклу оповідань та нарисів Колимські оповідання, у якому оповідаються події з життя ув'язаних радянських виправно-трудових таборів у 1930-1950-ті роки.
Шаламов в юності був близький до «лівої опозиції», через що у 1929 році заарештований та відбув три роки ув'язнення у Вішерському таборі. Після повернення до Москви Шаламов почав писати вірші та оповідання. У 1937 році він був заарештований вдруге, засуджений на п'ять років таборів за «антирадянську пропаганду» (ст. 58-10 КК РРФСР) та етапований на Колиму в Севвостлаг. У таборі Шаламов був засуджений на новий термін, і загалом він провів на Колимі шістнадцять років: чотирнадцять на спільних роботах і ув'язненим фельдшером і ще два роки після звільнення. З середини 1950-х років Варлам Шаламов жив у Москві та працював над «Колимськими оповіданнями». Не зумівши опублікувати першу збірку оповідань у період «відлиги», письменник продовжував роботу «в стіл» і до 1973 року створив шість збірок: «Колимські оповідання», «Лівий берег», «Артист лопати», «Нариси злочинного світу», «Воскресіння модрини» та «Рукавичка, або КР-2». Розповіді Шаламова циркулювали в самвидаві, з 1966 року почалася їх неавторизована публікація за кордоном; у Радянському Союзі Шаламову вдалося офіційно випустити лише поетичні збірки, а «Колимські оповідання» вийшли після смерті автора, наприкінці 1980-х років. З другої половини 1960-х Шаламов віддалився від дисидентського руху, розрив з яким оформився 1972 року, після публікації в «Літературній газеті» відкритого листа письменника з осудом піратських іноземних видань «Колимських оповідань». Останні роки Шаламов, здоров'я якого катастрофічно погіршилося, провів у московському будинку пристарілих та будинку для людей похилого віку та інвалідів Літфонду.
Справжнє визнання прийшло до Варлама Шаламова посмертно, після англомовних публікацій на початку 1980-х років і настання гласності у Радянському Союзі. «Колимські оповідання» розглядаються одночасно як видатний художній твір, результат пошуку нової форми для зображення катастрофи гуманізму та поведінки людини на її тлі, і як історичний документ колимських таборів.

## Біографія

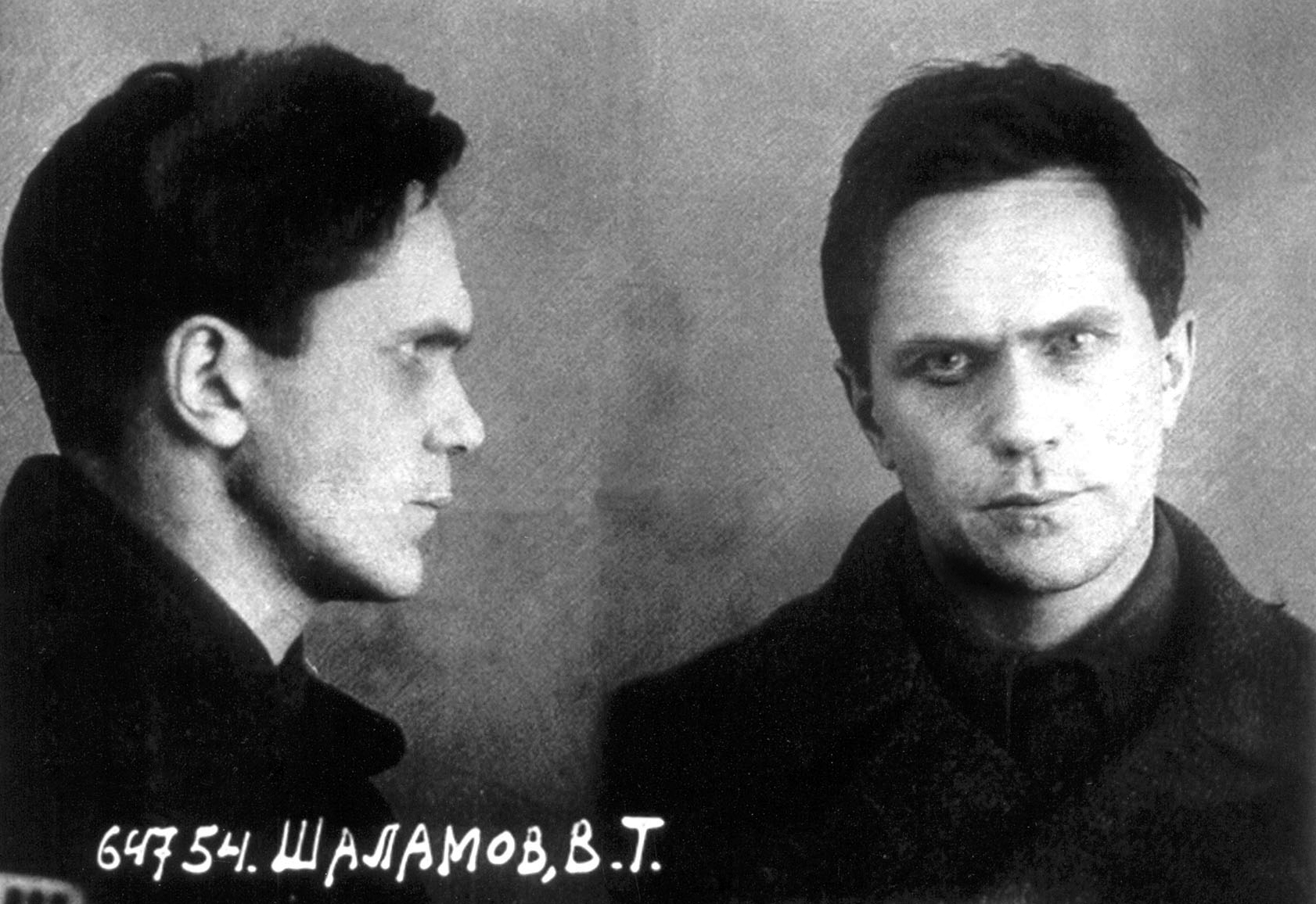
Варлаам Шаламов 1937

### Сім'я, дитинство, юність

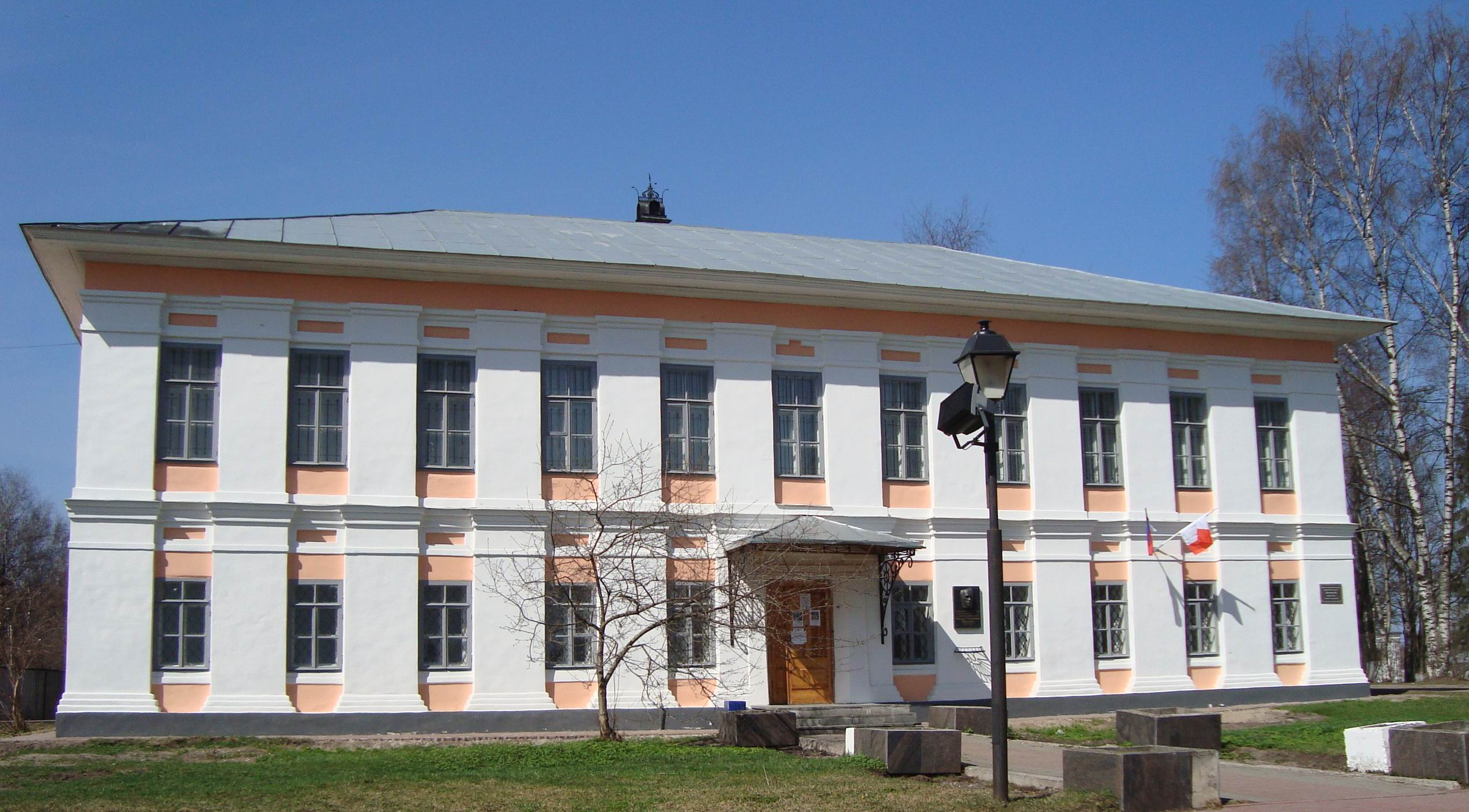
Будинок, де народився В. Т. Шаламов

Варлам Шаламов народився 5 червня (18 червня) 1907 у Вологді в родині священника Тихона Миколайовича Шаламова, проповідника на Алеутських островах. Мати Варлама Шаламова, Надія Олександрівна, була домогосподаркою. В 1914 вступив до гімназії, але завершував середню освіту вже після революції. У 1924 р., після закінчення Вологодської школи 2-о ступеня, приїхав у Москву, працював протягом двох років дубильником на шкіряному заводі в Кунцеві. З 1926 по 1928 рік навчався на факультеті радянського права МДУ, потім був виключений «за приховування соціального походження» (написав, що батько — інвалід, приховавши, що він є священиком).
У своїй автобіографічній повісті про дитинство та юність «Четверта Вологда» Шаламов розповів, як складалися його переконання, як зміцнювалася його жага до справедливості та рішучість боротися за неї. Юнацьким його ідеалом стають народовольці — жертовність їхнього подвигу, героїзм опору могутності держави. Уже в дитинстві позначається художня обдарованість хлопчика — він пристрасно читає та «програє» для себе всі книги — від Дюма до Канта.

### Сталінський терор
19 лютого 1929 Шаламов був заарештований за участь у підпільній троцькістській групі і за поширення доповнення до «Заповіту Леніна». У позасудовому порядку як «соціально-небезпечний елемент» був засуджений на три роки таборів. Відбував покарання в Вишерському таборі (Північний Урал). У 1932 Шаламов повернувся до Москви, працював у відомчих журналах, друкував статті, нариси, фейлетони.
У січні 1937 р. Шаламова знову було заарештовано за «контрреволюційну троцькістську діяльність». Він був засуджений на п'ять років таборів та провів цей термін на Колимі (Північно-Східний ВТТ). Шаламов пройшов тайгові «відрядження», працював на золотих копальнях «Партизан», «Чорне озеро», Аркагала, Джелгала, кілька разів опинявся на лікарняному ліжку через важкі умови на Колимі. Як писав Шаламов згодом:

З першої тюремної хвилини мені було ясно, що ніяких помилок в арештах немає, що йде планомірне винищення цілої «соціальної» групи — всіх, хто запам'ятав з російської історії останніх років не те, що в ній слід було запам'ятати.

22 червня 1943 його знову засудили на десять років за «антирадянську агітацію», з подальшим обмеженням в правах на 5 років. Агітація полягала — за словами самого письменника — в тому, що він назвав І. А. Буніна російським класиком: «… я був засуджений у війну за заяву, що Бунін — російський класик».
З 1946 року, закінчивши восьмимісячні фельдшерські курси, став працювати в Центральній лікарні для ув'язнених на лівому березі Колими в селищі Дебін і на лісовому «відрядженні» лісорубів до 1953. Призначенням на посаду фельдшера завдячує лікареві А. М. Пантюхову, який особисто рекомендував Шаламова на курси фельдшерів. В 1951 Шаламов був звільнений з табору, але спочатку не міг повернутися в Москву. Жив у Калінінській області, працював у Решетніковому. Результатами репресій стали розпад родини та підірване здоров'я. У 1956 після реабілітації повернувся в Москву.

### Творчість
В 1932 Шаламов повернувся до Москви після першого терміну й почав друкуватися в московських виданнях як журналіст. Опублікував кілька оповідань. Одна з перших великих публікацій — оповідання «Три смерті доктора Аустіна» — у журналі «Октябрь» (1936).
1949 року поблизу джерела Дусканья він уперше на Колимі, бувши ув'язненим, став записувати свої вірші.
Після звільнення в 1951 Шаламов повернувся до літературної діяльності. Однак з Колими він виїхати не міг. Лише в листопаді 1953 було отримано дозвіл на виїзд. Шаламов приїхав до Москви на два дні, зустрічався з Б. Л. Пастернаком, з дружиною та дочкою. Однак жити у великих містах йому було не можна, і він поїхав в Калінінську область (селище Туркмен, нині Клінській район Московської області), де працював майстром на торфорозробках, агентом з постачання.
Весь час він писав одну з головних своїх праць — «Колимські розповіді». Письменник створював «Колимські розповіді» з 1954 по 1973. Окремим виданням вони вийшли в Лондоні в 1978. В СРСР переважно опубліковані лише в 1988 — 1990 роках. Сам письменник ділив свої розповіді на шість циклів: «Колимські розповіді», «Лівий берег», «Артист лопати», «Нариси злочинного світу», «Воскресіння модрини» та «Рукавичка, або КР-2». Повністю вони зібрані у двотомнику «Колимські розповіді» в 1992 в серії «Хресний шлях Росії» видавництва «Радянська Росія».
У 1962 він писав О. І. Солженіцину:
|  | Пам'ятайте, найголовніше: табір — негативна школа з першого до останнього дня для кого завгодно. Людині — ні начальнику, ні арештанту не треба його бачити. Але вже якщо ти його бачив — треба сказати правду, яка б вона не була страшна. <…> Зі свого боку я давно вирішив, що все життя я присвячу саме цій правді. |

Він зустрічався з Пастернаком, який схвально відгукувався про вірші Шаламова. Пізніше, після того як уряд змусив Пастернака відмовитися прийняти Нобелівську премію, їхні шляхи розійшлися.
Завершив збірку віршів «Колимські зошити» (1937–1956).
З 1956 Шаламов жив у Москві, спочатку на Гоголівському бульварі, з кінця 1950-х — в одному з письменницьких дерев'яних будинків-котеджів на Хорошевському шосе (будинок 10), з 1972 — на Василівській вулиці (будинок 2, корпус 6). Друкувався в журналах «Юність», «Знамя», «Москва», спілкувався з Н. Я. Мандельштам, О. В. Івінською, А. І. Солженіциним (відносини з яким надалі перейшли у форму полеміки); частим гостем був у будинку філолога В. Н. Клюєвої. І в прозі, і у віршах Шаламова (збірку «Кресало», 1961, «Шелест листя», 1964, «Дорога та доля», 1967, та ін.), які висловили тяжкий досвід сталінських таборів, звучить і тема Москви (віршований збірник «Московські хмари», 1972). Займався також віршованими перекладами. В 1960-х познайомився з А. А. Галичем.
1973 року прийнятий в Спілку письменників. С 1973-го і до 1979 року, коли Шаламов переїхав жити в Будинок інвалідів та пристарілих, він вів робочі зошити. Розбір та публікацію цих зошитів продовжувала аж до своєї смерті 2011 року І. П. Сиротинська, якій Шаламов передав права на всі свої рукописи та твори.

#### Лист до «Літературної газети»
23 лютого 1972 «Літературна газета» опублікувала лист Шаламова, в якому, зокрема, говорилося, що «проблематика Колимських оповідань давно знята життям». Основний зміст листа — протест проти публікації його оповідань емігрантськими виданнями «Посів» та «Новий журнал». Цей лист було неоднозначно сприйнято громадськістю. Багато хто вважав, що він написаний під тиском КДБ, і Шаламов втратив друзів серед колишніх табірників. Учасник дисидентського руху Петро Якір висловив в 24-му випуску «Хроніки поточних подій» «жалість у зв'язку з обставинами», що змусили Шаламова підписати цей лист.
Сучасні дослідники відзначають, однак, що поява цього листа обумовлена болючим процесом розбіжності Шаламова з літературними колами та почуттям безсилля від неможливості зробити свою головну роботу доступною широкому колу читачів на Батьківщині.
|  | Не виключено, що в листі Шаламова треба шукати підтекст…. Там використаний типово більшовицький викривальний епітет «смердючі» по відношенню до емігрантських видань, що саме по собі приголомшує, адже «нюхові» характеристики, як метафоричні, так і буквальні, в прозі Шаламова трапляються рідко (у нього був хронічний риніт). Читачам Шаламова слово повинно було різати око як чужорідне — випирає з тексту лексична одиниця, «кістку», підкинуто сторожовій частині читачів (редакторам, цензорам), щоб відвернути увагу від справжнього призначення листа — протягнути в офіційний радянський друк першу та останню згадку про «Колимські оповіданнях» — разом з їх точною назвою. Таким чином справжній цільовій аудиторії листи повідомляли, що такий збірник існує: читачів наштовхують на думку про те, де його дістати. Чудово розуміючи, що ховається за топонімом «Колима», що прочитали лист виникає питання: «„Колимські розповіді?“ Де ж?» |

### Останні роки
Останні три роки життя тяжкохворий Шаламов провів у Будинку інвалідів та пристарілих Літфонду (в Тушино). Про те, що собою являв цей заклад, можна судити зі спогадів Є. Захарової, яка перебувала поруч з Шаламовим в останні півроку його життя:
|  | Такого роду заклади — це найстрашніше та безперечне свідчення деформації людської свідомості, яке відбулося в нашій країні в XX столітті. Людина виявляється позбавленою не лише права на гідне життя, а й на гідну смерть. |

Проте і там Варлам Тихонович, у якого була порушена здатність правильно рухатися і виразно артикулювати своє мовлення, продовжував складати вірші. Восени 1980 А. А. Морозов якимось неймовірним чином зумів розібрати та записати ці останні вірші Шаламова. Вони були опубліковані ще за життя Шаламова в паризькому журналі «Вестник РХД» № 133, 1981.
У 1981 французьке відділення Пен-клубу нагородило Шаламова премією Свободи.
15 січня 1982 Шаламова після поверхневого обстеження медичною комісією перевели в інтернат для психохроників. Під час транспортування Шаламов застудився, захворів пневмонією та помер 17 січня 1982 року.
Шаламов похований на Кунцевському кладовищі в Москві.

## Сім'я
Варлам Шаламов був двічі одружений. У перший раз — з Галиною Гнатівною Гудзь (1909–1956), яка в 1935 народила дочку Олену (Шаламова Олена Варламівна, в шлюбі — Янушевська, пом. в 1990). Другим шлюбом (1956–1965) був одружений з Ольгою Сергіївною Неклюдовою (1909–1989), також письменницею, син якої від першого шлюбу (Сергій Юрійович Неклюдов) — відомий російський фольклорист, доктор філологічних наук.

## Пам'ять
- 21 липня 2007 меморіал Варлама Шаламова був відкритий в Красновішерску — місті, яке виросло на місці Вишлага, де він відбував свій перший термін. При в'їзді в місто знаходився щит із написом:Тут із 1928 по 1934 рр. знаходився табір «Вішералага». Тисячі безневинно засуджених — жертви сталінських репресій — будували ЦПК та заготовляли ліс. В'язнем цього табору був і російський письменник Варлам Шаламов, автор антироману «Вішера» та «Колимських розповідей».
- Прижиттєвий портрет російського письменника і мученика створив московський художник Біргер Борис Георгійович (1923—2001).
- На його честь названо астероїд 3408 Шаламов[16].

## Фільми

### Художні фільми за творами В.Т.Шаламова
- «Останній бій майора Пугачова» (2005) — фільм за мотивами твору «Колимські розповіді» В. Шаламова.
- «Заповіт Леніна» (2007) — 12-серійний фільм за мотивами творів В. Шаламова.

### Документальні фільми про В.Т.Шаламова
- «Ви будете гордістю Росії …» (1990) — фільм Валерія Єсипова, до якого увійшли інтерв'ю з людьми, які знали В. Т. Шаламова[17].
- «Кілька моїх життів» (1991) — фільм Олександри Свиридової за мотивами твору «Колимські розповіді» В. Шаламова.
- «Колимське відрядження» (1994) — напіваматорський фільм Валерія Єсипова, знятий в Магадані.
- «Острови. Варлам Шаламов» (2006) — фільм Світлани Биченко, який став фіналістом Національного телевізійного конкурсу ТЕФІ-2007.